# Biogàs

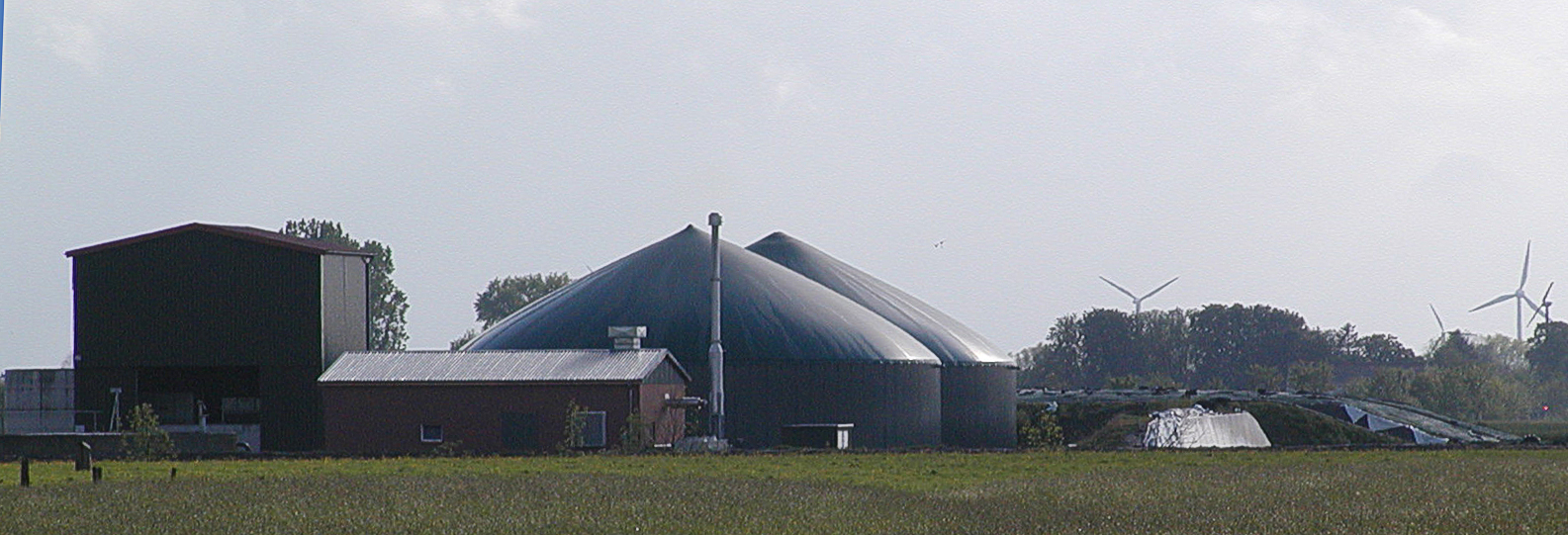
Planta de generació de biogàs.

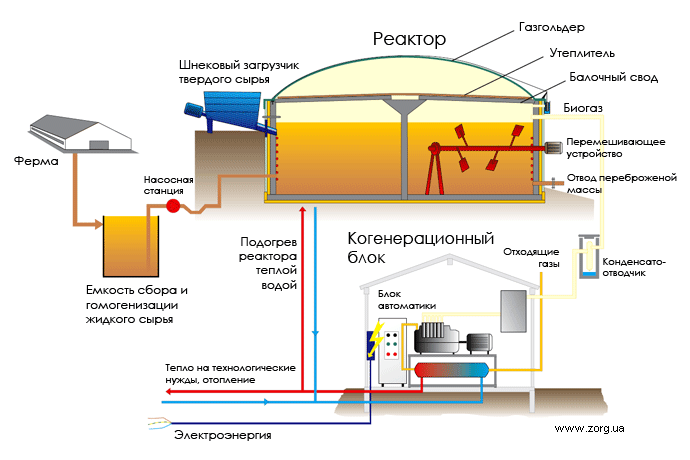
Esquema explicatiu d'una planta de generació de biogàs.

El biogàs és un gas combustible format fonamentalment per metà i obtingut per digestió anaeròbia de residus o subproductes orgànics, com ara purins, fems, fangs de depuradores d'aigua, residus d'escorxadors, residus sòlids urbans (RSU) orgànics prèviament separat de la resta, etc. Es pot usar per a obtenir calor i electricitat. En la seva producció s'obté també un fertilitzant anomenat compost, cosa que fa que en alguns camps la seva obtenció s'anomeni compostatge. Presenta l'avantatge que s'obté a partir de residus que altrament serien llençats a abocadors.
En separar les escombraries domèstiques orgàniques, quan aquestes són tractades, se sotmeten a una digestió anaeròbia, o fermentació sense presència d'oxigen, de manera que les escombraries redueixen el seu volum (això ja implica menys abocadors) i, adientment tractades poden emprar-se com a fertilitzant. Part de la matèria es transforma en gas metà, que pot ser emprat en lloc de gas natural com a combustible, per exemple a una central termoelèctrica.
Algunes persones fan aquest procediment de manera casolana amb residus del jardí o fins i tot alimentaris, obtenen el fertilitzant però no els val la pena recollir el metà, que deixen anar a l'atmosfera. Com a curiositat, es tracta del mateix gas que emetem als pets. A Catalunya hi ha unes trenta plantes de producció de biogàs amb aprofitament elèctric, sent la comunitat autònoma amb més plantes. A Barcelona es produeix industrialment a una planta de tractament diferenciat d'escombraries sòlides urbanes, que se separen segons la seva naturalesa (orgàniques, metalls ferromagnètics, metalls no ferromagnètics, plàstics, vidre, etc.), anomenat Ecoparc.

## Funcionament d'una planta de biogàs
Una planta de biogàs transforma els substrats biodegradables en energia elèctrica i tèrmica. Els equips principals d'una planta són els següents:
- sistema d'homogeneïtzació i alimentació de substrats d'entrada
- digestors
- sistema de dessulfuració
- unitat de cogeneració

L'alimentació i homogeneïtzació dels substrats d'entrada varia segons les característiques pròpies dels mateixos (bombament, sense fi, etc.).
Els digestors són uns dipòsits cilíndrics (de formigó o acer) proveïts d'equips d'agitació i calefacció que asseguren unes condicions òptimes del procés de la metanització. El biogàs generat s'acumula en un gasòmetre (el qual pot instal·lar directament a la part superior dels digestors o com a unitat separada). Un cop eliminat el sulfur d'hidrogen (H₂S) mitjançant un sistema de dessulfuració i condensat, el biogàs es condueix a una unitat de cogeneració on és transformat en electricitat i calor. L'electricitat generada es pot vendre a xarxa o ser autoconsumida, la calor cobreix la mateixa demanda de la planta i l'excedent pot utilitzar-se per calefaccions o sistemes industrials externs.
A més de biogàs, a la planta es genera un "digerit". Aquest digestat és el material orgànic metabolitzat ric en nutrients inorgànics, per tant molt idoni per a la seva aplicació com a esmena orgànica.

## Fabricació
Es pot fabricar biogàs d'unes algues marines i dels jacints d'aigua.

## Noves tecnologies per a produir biogàs
A través de contribucions com les del projecte NANOCLEAN s'estan desenvolupant noves formes per obtindre Biogàs basades en l'aplicació de nanotecnologia per tal d'optimitzar la producció de gas, a través de la introducció controlada de nanopartícules d'òxid de ferro en el procés de tractament de la matèria orgànica, generant noves oportunitats d'ocupació.

## Composició
La composició i la quantitat de biogàs obtinguts depenen de la naturalesa dels residus fermentats i la seva composició química, del tipus de càrregues (quantitat afegida) diàries, del tipus de digestor anaerobi i de com sigui utilitzat (temperatura, pH, agitació, etc.).
El biogàs està format principalment per metà (CH₄). Segons la seva qualitat pot presentar petites proporcions d'altres gasos com sulfur d'hidrogen (H₂S), hidrogen (H₂), amoníac (NH₃), nitrogen (N₂), diòxid de carboni (CO₂), monòxid de carboni (CO) i oxigen (O₂).
Exemple de composició típica del biogàs que s'obté de la fermentació dels purins:
- Metà (CH₄): 60 %-80 %
- Diòxid de Carboni (CO₂): 30 %-40 %
- Hidrogen (H₂): 5 %-10 %
- Nitrogen (N₂): 1 %-2 %
- Monòxid de carboni (CO): < 0,15 %
- Oxigen (O₂): 0,1 %
- Sulfur d'hidrogen (H₂S): < 1 %
- Vapor d'aigua: 0,3 %

## Característiques

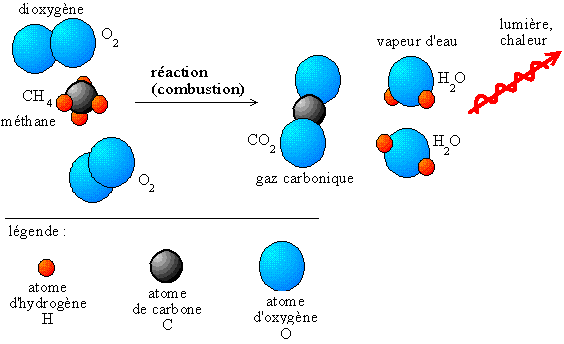
El biogàs convenientment tractat és metà, i com tal gas es comporta

Les característiques físiques més importants d'aquest combustible són:
- Poder Calorífic Inferior (PCI): entorn de les 5 500 kcal/m³ en una composició amb un 65 % de metà (CH₄)
- Temperatura d'inflamació: 600 °C
- Pressió crítica: 82 bar
- Temperatura crítica: –82,5 °C
- Densitat: 1,2 kg/m³

## Impacte ambiental
El biogàs està compost principalment per metà (CH₄) l'efecte hivernacle del qual és molt important. La seva combustió produeix diòxid de carboni, que és també una de les emissions de gasos amb efecte d'hivernacle, però l'impacte d'aquest subproducte és menor. De fet, un kg de metà (CH4) té un potencial d'escalfament global (PCG) 23 vegades superior que per un quilogram de diòxid de carboni.
No obstant això, l'ús de biogàs en si mateix no augmenta el total de gasos amb efecte d'hivernacle a l'atmosfera, ja que el carboni produït (metà i diòxid de carboni) ha estat prèviament absorbit per les plantes utilitzades per a la seva producció (fotosíntesi). D'aquesta manera, l'ús de biogàs forma part d'un cicle, llevat que sigui part d'una sobre-explotació de la biomassa, que només torna el carbó que s'ha eliminat de l'atmosfera, a diferència dels gasos de combustió "natural ".

## Aplicacions

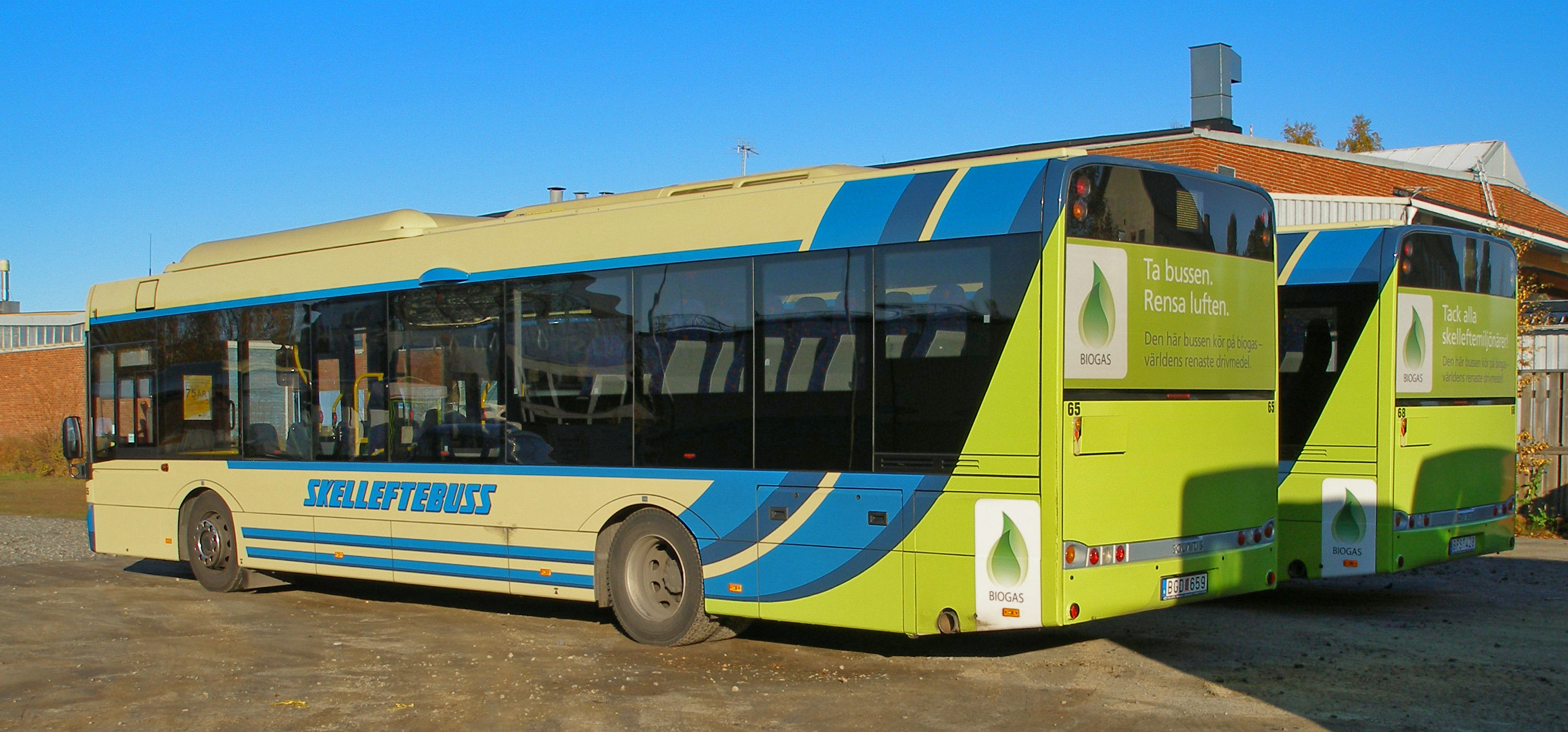
Autobús que fa servir biogàs com a combustible, a Suècia

La certa similitud que comparteix amb el gas natural fa que, en principi, qualsevol equip comercial dissenyat per funcionar amb gas natural (gasodomèstic) pugui funcionar amb biogàs. Tanmateix, és possible que el seu ús requereixi processos previs al consum que, per exemple, redueixin el contingut d'elements corrosius com el sulfur d'hidrogen (H₂S). A més, aquest combustible es pot utilitzar en calderes de gas, turbines de gas, motors de gas, combustible per vehicles, centrals tèrmiques, etc.
A l'hora d'utilitzar energèticament el biogàs s'ha de tenir en compte que es converteix en un gas altament explosiu quan es mescla amb l'aire en una concentració del 5%. Per tant, s'han d'intentar evitar les pèrdues de les canonades en espais tancats.